# Одземек
Одземек — мужской народный сольный танец-импровизация в чешском регионе Моравская Валахия. Танец включён в список Нематериального культурного наследия Чешской Республики. Разные вариации данного типа танца можно обнаружить по всей карпатской территории, поскольку его наличие тесно связано с пастушеской культурой этой области.
Одземек — подвижный танец, с регулярным размером 2/4, постепенно ускоряющимся темпом, начиная с andante и кончая vivo allegro. У сопровождающей танец песни на самом деле лишь одна мелодия. Для танца типичны: большое внутренние напряжение, регулярный ритм, ускоряющийся темп, подвижность, акробатическая ловкость и большое количество фигур, которые танцор взаимно комбинирует в зависимости от своих физических возможностей, настроения и способности импровизировать.

## История
Танец возник как развлечение молодых парней на пастбищах — они играли на дудках и волынках и тренировались в ловкости. Они танцевали также с традиционным топориком валашкой, в результате чего возник танец, который называется «obuškový», отличающийся от одземека именно наличием орудия.
Яркое отличие карпатской территории от других регионов связано, по всей вероятности, с ассимиляцией предшествующей аграрной культуры с представителями валашской колонизации, которая влияла на формирование культуры горных территорий Моравии вдоль венгерской границы приблизительно с XVI века. Самые старые письменные источники, связанные с одземеком, относятся ко второй половине XVII века, однако лишь в XIX веке они упоминают конкретно о танце под названием одземек. Мелодия (песня «Hopsa chlapci od země»), под которую принято танцевать одземек, записана уже в XIV веке. Первая киносъёмка сделана по случаю торжественного открытия Валашского музея под открытым небом в городе Рожнов-под-Радгоштем в 1925 г.

## Танцевальные фигуры
Структуру танца можно разделить на семь частей:
1. Прыжок в танцевальное пространство, запев и команда музыке начать играть.
2. Медленные шаги на месте (так называемые «suny»).
3. Прыжки по кругу.
4. Подскоки от земли.
5. Нижние фигуры (то есть низко над землёй, наиболее часто в приседе).
6. Верхние фигуры(то есть скачки и прыжки).
7. Финальное ускорение — «Фришка».[3]

## Музыка
Для аккомпанемента к одземеку использовалась волынка, иногда волынка с дудкой. Типичной была также музыка, исполняемая на кларнете (флейте, трубе) и струнных инструментах (так называемая «hudecká muzika»).С половины XIX века волынку заменяют цимбалы, и с XX века они уже являются обыкновенном аккомпанементом. Никогда не используется духовой оркестр.

## Фольклоризм
Из-за своей сложности одземек не бывает всегда составной частью репертуара валашских ансамблей песни и пляски, так как его освоение предъявляет высокие требования к танцорам.
В настоящее время ежегодно проходит несколько конкурсов в исполнении одземека, самый главный конкурс организуется каждый нечетный год в рамках фестиваля «Rožnovské slavnosti» в городе Рожнов-под-Радгоштем, и каждый четный год в рамках фестиваля «Vsetínský krpec» в городе Всетин. Соревнование происходит в двух категориях: одземек и «obuškový». В обеих могут участвовать лишь танцоры-любители, которые не являются членами профессиональных ансамблей.
Ежегодно в Валашском музее под открытым небом проходит семинар по обучению одземеку под названием «Škola mladých odzemkářů» (Школа молодых танцоров одземека).

## Научные статьи
- Kašlík, M.: Valašský odzemek. Naše Valašsko 1, 1929 — 30, стр. 120—123
- Kašlík, M.: Metlový. Naše Valašsko 5, 1939, стр. 29 — 31
- Kašlík, M.: Valašské tance: Obuškový. Naše Valašsko 4, 1937 — 38, стр. 77 — 82
- Kašlík, M.: Valašský. Naše Valašsko 5, 1939, стр. 107—115